# Gisbert Haefs
Gisbert Haefs (Wachtendonk, 9 gennaio 1950) è uno scrittore tedesco di gialli, romanzi storici e fantascienza.
Dal 1968 al 1976 Haefs ha studiato inglese e ispanico alla Rheinische Friedrich-Wilhelms University di Bonn. Durante i suoi studi, ha composto ed eseguito macabre chanson, che sono state pubblicate anche su disco nel 1981 con il titolo Skurrile Gesänge. 
Ha poi lavorato come scrittore e traduttore freelance di letteratura spagnola, francese e inglese, ad es. di Adolfo Bioy Casares, Arthur Conan Doyle, G.K. Chesterton, Georges Brassens e Mark Twain. Nel 2004 Haefs ha fornito una traduzione di tutti i testi (Lyrics 1962-2001) di Bob Dylan, pubblicati da Verlag Hoffmann und Campe. Non solo ha agito come traduttore per le opere di Rudyard Kipling, Ambrose Bierce e Jorge Luis Borges, ma anche come editore delle edizioni complete in lingua tedesca. Haefs ha anche pubblicato una selezione degli aforismi di Georg Christoph Lichtenberg con il titolo Sudelbrevier e ha scritto numerosi articoli per la rivista letteraria Der Rabe. Nel 2005 ha tradotto il libro per bambini di Hugh Lofting Doctor Dolittle and His Animals. Inoltre, Haefs ha scritto numerosi romanzi e storie di diversi generi come. B. la tetralogia di fantascienza su Dante Barakuda oi gialli sull'antieroe e "dilettante universale" Baltasar Matzbach e il riluttante agente Mario Guderian. 
Le storie (criminali) sul triumvirato sono state prodotte da WDR come trasmissioni radiofoniche e vengono trasmesse ripetutamente alla radio tedesca.  
Particolarmente riusciti sono i suoi romanzi storici dell'antichità, scritti con grande conoscenza dei dettagli ed empatia, in cui Haefs rompe spesso con l'immagine che ha prevalso dal Rinascimento e descrive eventi storici da una nuova prospettiva, come la storia di Annibale dal punto di vista del popolo cartaginese caduto dopo la terza guerra punica.  
Ha anche contribuito con due cosiddetti romanzi ospiti alla serie di fantascienza Perry Rhodan. The Iron Finger of God (1 luglio 2005); The Tamaron (27 giugno 2014).  
Gisbert Haefs è membro della Kipling Society di Londra e dell'associazione di scrittori gialli Das Syndikat. Come autore ricercato in Spagna, partecipa ogni anno alla "Semana Negra" (la "Settimana nera") a Gijon.  
In Italia sono stati pubblicati diversi suoi libri, tra cui il gialli storici Roma - La prima morte di Marco Aurelio, scritto nel 2001 e pubblicato in italiano nel 2004, Il mercante di Cartagine, scritto nel 1999 e pubblicato in italiano nel 2000, La spada di Cartagine, scritto nel 2005 e pubblicato in italiano nel marzo 2008. 

## Opere
(parziale)

### Romanzi gialli storici
- Il mercante di Cartagine, Marco Tropea Editore, 2000; Net, 2002 - (Hamilkars Garten, 1999)
- Roma - La prima morte di Marco Aurelio, Marco Tropea Editore, 2004; Net, 2006 - (Roma - Der erste Tod des Mark Aurel, 2001)
- La spada di Cartagine, Marco Tropea Editore, 2008 - (Das Schwert von Karthago, 2005).

"Gli assassini di Cartagine", Marco Tropea Editore (2012)

### Romanzi storici
- Annibale, Marco Tropea Editore, 1999; Net, 2003 - (Ed. originale: Hannibal, 1999)
- Troia, Marco Tropea Editore, 2001; Net, 2004 - (Ed. originale: Troja, 1999)
- Alessandro, Marco Tropea Editore, 2002; Net, 2005 - (Ed. originale: Alexander, 1992)
- Alessandro in Asia, Marco Tropea Editore, 2002; Net, 2005 - (Ed. originale: Alexander in Asien, 1993)
- Rajah, Marco Tropea Editore, 2003; Net, 2005 - (Ed. originale: Raja, 1999)
- L'amante di Pilato, Marco Tropea Editore, 2005 - (Ed. originale: Die Geliebte des Pilatus, 2004)
- Il centurione di Cesare, Marco Tropea Editore, 2009